# Мориц (Саксония)
Мориц (на немски: Moritz von Sachsen; * 21 март 1521, Фрайберг; † 11 юли 1553, Сиверсхаузен, регион Хановер) от рода на Албертинските Ветини, е от 1541 г. херцог на Албертинска Саксония, от 1541 – 1549 г. херцог на Саган и от 1547 г. курфюрст на Свещената Римска империя. Той е един от най-важните противници на император Карл V при реформацията на империята.

## Произход и брак
Той е първият син на още католическия херцог Хайнрих IV Благочестиви (1473 – 1541) и на протестантската му съпруга Катарина от Мекленбург (1487 – 1561), дъщеря на херцог Магнус II от Мекленбург. През 1536 г. баща му става протестант.
Мориц се сгодява през 1539 г. и се жени на 11 януари 1541 г. за принцеса Агнес фон Хесен (1527–1555), дъщеря на ландграф Филип I от Хесен.
- Агнес фон Хесен

## Управление
През август 1541 г. умира баща му и той става херцог на Албертинска Саксония.
Мориц участва в походите на Карл V против турците и французите, конфискува обаче католическа църковна собственост и натрупва голямо богатство. Веднага след битката при Мюлберг на 4 юни 1547 г. Карл V го издига във военния лагер за курфюрст на Саксония. Една година по-късно, на 25 февруари 1548 г., Карл V го издига тържествено на събранието в Аугсбург за курфюрст на Саксония с надеждата Мориц да стане отново католик. От 1552 г. Мориц е в съюз с френския крал Анри II против Карл V.
На 9 юли 1553 г. Мориц печели битката при Сиверсхаузен при Лерте заедно с княз Хайнрих II от Брауншвайг-Волфенбютел против маркграф Албрехт II Алкибиадес от Бранденбург-Кулмбах, но е тежко ранен и умира във военния лагер на 32 години от инфекция на раната след два дена на 11 юли 1553 г. Погребан е в княжеската гробна капела в катедралата на Фрайберг. Понеже Мориц няма мъжки наследник, по-малкият му брат Август (1526 – 1586), поема службата курфюрст и му издига паметник в Дрезден. Вдовицата му Агнес се омъжва след две години за херцог Йохан Фридрих Средни (1529 – 1595) и умира след половин година.
- Лукас Кранах Млади: Мориц от Саксония в доспехи (1578)
- Мориц в княжеско шествие в Дрезден
- Паметник на Мориц в Дрезден

## Деца
- Анна (* 23 декември 1544, † 18 декември 1577), която куца и се омъжва на 24 август 1561 г. в Лайпциг за Вилхелм Орански, с когото има шест деца;
- Албрехт (* 28 ноември 1545, † 12 април 1546).